# Пришествие роботов
Пришествие роботов. Техника и угроза будущей безработицы (англ. Rise of the Robots) ― книга американского футуролога и предпринимателя из Кремниевой долины Мартина Форда, лучшая бизнес-книга 2015 года по версии изданий Financial Times и New York Times.

## Содержание
Американский футуролог Мартин Форд стал одним из первых авторов, предсказывающих стремительное развитие искусственного интеллекта. Теперь он предлагает новый прогноз, согласно которому технологии вскоре оставят без работы треть менеджеров среднего звена во всем мире. Форд утверждает, что уже через 20-30 лет автоматизированные системы будут выполнять работу белых воротничков. Такое изменение кардинально перекроит рынок труда, а значит и распределение доходов.
Форд считает, что, в отличие от предыдущих веков, современные информационные технологии не смогут создать новые формы занятости; он предсказывает, что новые отрасли «редко, если вообще когда-либо, будут очень трудоемкими». Такие компании, как YouTube и Instagram, основаны на «крошечной рабочей силе».
Автор преуменьшает преимущества расширения образования: «Проблема в том, что лестница образования на самом деле не является лестницей ― это пирамида и на её вершине есть лишь ограниченное пространство» и приводит доводы в пользу «драматических ответных мер», например, гарантированный базовый доход для населения.

## Отзывы
Критики похвалили автора за ясное обоснование своей мрачной точки зрения.
В колонке «Точечная физика» в Wired говорилось: «Прискорбно думать о будущем в тех случаях, когда доминируют роботы. В целом, книга хорошо написана с интересными историями как о бизнесе, так и о технологиях».
Главный комментатор Financial Times в США Эдвард Люс назвал книгу «пугающе убедительным».
Директор Института Земли Колумбийского университета профессор Джеффри Сакс сказал:

«Пришествие роботов» — важная, своевременная и насыщенная фактами книга. Информационные технологии трансформируют все секторы нашей экономики — превзойдут ли они рабочих и приведут к миру благосостояния, досуга, медицинского обеспечения и образования для всех; или, может, они приведут к миру неравенства и массовой безработицы? Форд не претендует на знание всех ответов, но он задает самые уместные вопросы и дает нам информативный и панорамный вид дискуссии»

## Издание в России
Книга под названием «Роботы наступают. Развитие технологий и будущее без работы» была переведена на русский язык и вышла в свет в издательстве «Альпина нон-фикшн» в 2019 году. ISBN 978-5-91671-587-3, 978-0-465-05999-7